# ستيفن كلارك (سياسي)
ستيفن كلارك (بالإنجليزية: Stephen Clark)‏ هو سياسي أمريكي، ولد في 22 فبراير 1792 في مالتا في الولايات المتحدة، وتوفي في 20 أبريل 1871 في مقاطعة ألباني في الولايات المتحدة. حزبياً، نشط في حزب لا أدري. وقد انتخب أمين صندوق الدولة ‏.